# Antonio Creus
Antonio Creus (28. října 1924 – 19. února 1996, Madrid) byl španělský závodník Formule 1. 7. února 1960 se zúčastnil s vozem Maserati Velké ceny Argentiny, ale v sedmnáctém kole závod vzdal.